# Tibitin halimedae
Tibitin halimedae är en sjöpungsart som beskrevs av Monniot 1983. Tibitin halimedae ingår i släktet Tibitin och familjen Styelidae. Inga underarter finns listade i Catalogue of Life.